# Lê Tương Dực
Lê Tương Dực (chữ Hán: 黎襄翼; 16 tháng 7 năm 1495 – 8 tháng 5 năm 1516) tên thật là Lê Oanh (黎瀠), là vị hoàng đế thứ chín của Hoàng triều Lê sơ nước Đại Việt. Ông cai trị từ năm 1509 đến năm 1516 với niên hiệu Hồng Thuận (洪順), ở ngôi tổng cộng 7 năm. 
Khi mới lên ngôi, Lê Tương Dực tỏ ra là vị vua siêng năng, hăng hái cải cách nền chính trị đang trên đà suy thoái với mong muốn chấn hưng lại vương triều sau 5 năm bị suy đồi dưới thời Uy Mục, giai đoạn đầu cai trị của ông thường gọi là Hồng Thuận trung hưng (洪順中興). Nhưng không lâu sau, ông lại buông lỏng chính sự, ăn chơi trụy lạc, cuối cùng bị gian thần hại chết và từ đó dẫn tới thời kỳ loạn lạc cuối triều Lê Sơ.
Lê Oanh là cháu nội của Lê Thánh Tông và theo vai vế là em họ của Lê Uy Mục. Năm 1509, khi bị Lê Uy Mục bắt giam, ông vượt ngục trốn vào Thanh Hóa, cùng đại thần Nguyễn Văn Lang nổi quân ba phủ khởi nghĩa, quyết lật đổ Lê Uy Mục. Quân khởi nghĩa tiến ra Đông Kinh, đánh bại và giết chết Uy Mục. Lê Oanh tự lập làm vua, buổi đầu có một số cố gắng chỉnh đốn triều chính, sửa sang giáo dục, khôi phục văn miếu, biên chép sử sách. Nhưng chẳng bao lâu sau ông lại sa đọa như Uy Mục trước đây. Đặc biệt, năm 1516, Tương Dực sai Vũ Như Tô xây dựng cung điện 100 nóc, lại xây công trình quy mô lớn là Cửu Trùng đài, làm nhiều cung điện quy mô hơn xung quanh. Cũng vì vậy, tài nguyên đất nước dần suy kiệt, người lao động bị sai đi xây dựng đến kiệt sức, tạo mầm mống cho nhiều cuộc nổi loạn xảy ra, tiêu biểu là các cuộc khởi nghĩa của Trần Tuân (1511) và Trần Cảo (1516) khiến nhà vua và các tướng phải đánh dẹp rất vất vả.
Năm 1516, Nguyên quận công Trịnh Duy Sản bàn mưu Thái sư Lê Quảng Độ và Thượng thư Trình Chí Sâm, đang đêm đem quân vào kinh sư giết chết Hồng Thuận đế. Trịnh Duy Sản giáng Hồng Thuận làm Linh Ẩn vương (靈隱王) rồi lập tông thất Lê Y (黎椅) lên thay, tức Lê Chiêu Tông. Ít lâu sau, Trịnh Duy Sản đi đánh Trần Cảo thì tử trận, Chiêu Tông mới xuống chiếu truy tôn Linh Ẩn vương là Tương Dực đế (襄翼帝).

## Thân thế
Ông tên húy là Lê Oanh (黎瀠), còn có tên là Lê Trừu (黎晭), là cháu nội của Lê Thánh Tông, con trai thứ hai của Kiến vương Lê Tân và bà Trịnh Thị Tuyên, người làng Thủy Chú, huyện Lôi Dương (tức Thọ Xuân, Thanh Hóa).
Kiến vương Lê Tân có bốn người con trai, đều do Trịnh Phu nhân sinh ra: con cả là Lê Sùng (黎漴) được phong Cẩm Giang vương (錦江王), con thứ 2 chính là Lê Oanh; con thứ 3 là Lê Vinh (黎濴) được phong Tĩnh Lượng công (靖亮公) và con út là Lê Quyên (黎娟) do còn nhỏ nên chưa được phong.
Dưới thời Lê Hiến Tông, ông được phong làm Giản Tu công (簡修公).

## Lật đổ Lê Uy Mục
Vua Lê Uy Mục từ khi lên ngôi chỉ ăn chơi sa đọa, lại có tính hung bạo nên các tông thất, thân vương họ Lê vô cùng bất bình. Do nghĩ rằng những người này đang mưu phản, vua thường cho người bắt giam, tra khảo, giết hại nhiều anh em chú bác bên họ nội của mình, lại dung túng cho ngoại thích chuyên quyền. Bản thân Lê Oanh khi đó là em họ của Uy Mục cũng bị tống vào ngục. Do muốn chạy thoát ra ngoài, ông đem của cải đút lót cho người cai ngục. Người cai ngục được tiền, liền thả cho ông chạy thoát. Lê Oanh một mình chạy trốn vào thành Tây Đô mà không kịp báo tin cho mẹ, anh em mình. Đến khi chạy đến được cửa biển Thần Phù, Lê Oanh được đại thần thất sủng là Nguyễn Văn Lang ra đón rước, rồi được tôn lên làm minh chủ. Ông cùng Nguyễn Văn Lang và những người khác như Nguyễn Diễn, Ngô Khế, Nguyễn Bá Cao, Lê Trạm, Nguyễn Bá Tuấn, Lê Tung, Nguyễn Thì Ung dấy binh khởi nghĩa chống lại Lê Uy Mục.
Để chiêu dụ các đại thần và các quan, Lê Oanh sai Lương Đắc Bằng viết hịch rằng:
| “      | Bạo chúa Lê Tuấn, phận con thứ hèn kém, làm nhơ bẩn nghiệp lớn, mới gần 5 năm mà tội ác đã đủ muôn khóe. Giết hại người cốt nhục, dìm hãm các thần liêu. Bọn ngoại thích được tin dùng mà phường đuôi chó ngang ngược làm bậy, người cứng cỏi bị ruồng bỏ mà kẻ đầu cá ẩn nấp nẻo xa. Quan tước đã hết rồi vẫn thưởng tràn không ngớt, dân chúng đã cùng khốn còn vơ vét chẳng thôi. Vét thuế khoá từng cân lạng, tiêu tiền của như đất bùn, bạo ngược ngang với Tần Chính. Đãi bề tôi như chó ngựa, coi dân chúng tựa cỏ rác ngạo mạn quá cả Ngụy Oanh. Huống chi lại xây cung thất to, làm vườn hoa rộng. Xua dân đi trồng cây, giẫm theo vết xe đổ chất gò Hoa Cương đời Tống; lấp biển xây cung điện, nối gót thói u mê xây cung A Phòng nhà Tần. Công trình thổ mộc xây lên rồi thay đổi, thay đổi rồi xây lên, dân Hải Dương, Kinh Bắc mệt mỏi, lao đao; tông thất xa hoa, kiêu căng lại ngang ngược, ngang ngược lại kiêu căng, cõi tứ tuyên phiên trấn xôn xao, rối loạn. Cư dân nhức óc, cả nước đau lòng. | ” |
| — Hịch | |   |

Ngày 8 tháng 11 năm 1509, Giản Tu công Lê Oanh khởi binh tiến quân thủy bộ từ thành Tây Đô. Thủy quân tiến đến núi Thiên Kiện. Uy Mục đế dùng hai chiếc thuyền nhẹ Hà Thanh và Hải Thanh đi đến chùa Bảo trên núi Thiên Kiện, bắt được một viên tướng thủy quân của Giản Tu công và giết được 20 binh sĩ đem xác về ngoài cửa Đông Hoa. Uy Mục cho Lê Vũ làm Tán lý cũng nhiều người khác đem cấm quân và quan quân thuộc các vệ Thần vũ, Hiệu lực, Điện tiền đi chống giữ nhưng bị Lê Oanh đánh bại.
Ngày 23 tháng 11 cùng năm, các anh em trai của ông là Cẩm Giang vương Lê Sùng (黎漴), Tĩnh Lượng công Lê Vinh (黎濴), Lê Quyên (黎娟) cùng Trịnh Phu nhân (mẹ Lê Oanh) và phò mã Nguyễn Kính (阮敬) đều bị Uy Mục bắt giết. Tuy vậy, quân của ông vẫn dùng cờ chiêu an của Cẩm Giang vương (錦江王) để dụ Lê Vũ về hàng. Lê Vũ mới đem đầu Cẩm Giang vương ra trước trận, giơ lên cho xem và nói:
Đây là cái đầu của Cẩm Giang vương, chúng bay còn nói láo làm gì?
Nói rồi, Vũ mới cưỡi voi chỉ huy binh sĩ tiến đánh đến xứ Đồng Lạc. Quân của Lê Oanh không mất sĩ khi, đánh tan được đạo quân của Lê Vũ và bắt sống được ông. Lê Oanh dụ hàng nhưng Vũ vẫn một mực không chịu khuất phục nên giết luôn Vũ. Trận này, quân của Uy Mục đại bại, các tướng triều đình như Dương Trực Nguyên, Phạm Thịnh, Trần Năng cũng bị chết ở Châu Cầu.
Ngày 26 năm ấy, các dinh quân của Lê Oanh đều tiến đến các xứ Bảo Đà, Nhân Mục, Hồng Mia, Thiêu Thân ở ngay sát Đông Kinh. Uy Mục đế vì cần thêm quân để chống giữ mới lấy vàng bạc tiền của ban cho bọn tội nhân bị giam ở ty Ngũ hình mỗi người 3 quan, rồi sai đi đánh quân Lê Oanh. Tù nhân nhận được tiền, không những không đi đánh mà người nào người nấy đều bỏ về nhà. Uy Mục Đế sợ hãi lại vội vã chọn người đi gọi quân các xứ. Những người này đi chưa đến nơi thì đại quân của Lê Oanh đã áp sát vào kinh thành, nhiều người bỏ chạy thoát thân.
Tướng trấn thủ Đông Kinh là Lê Quảng Độ (黎廣度) muốn quy thuận Giản Tu công, đã bí mật làm nội ứng cho ông. Hai bên người trong kẻ ngoài thông tin với nhau, lại cho bắn súng làm hiệu, dựng gậy làm cờ, chặt cây làm binh khí giả đánh lộn lẫn nhau cho các quân kinh hãi, rồi mới ép Uy Mục chạy lên phía Bắc. Giản Tu công Lê Oanh sau khi đem quân vào thành Đông Kinh nghe tin gia quyến đều bị hại, liền sai quan sửa việc tang và làm lễ chôn cất.
Ngày 28 năm ấy, Uy Mục chạy tới phường Nhật Chiêu thì bị một vệ sĩ cũ bắt được, nộp cho Giản Tu công. Ông cho giết tên vệ sĩ vì tội bất trung, rồi đem giam Uy Mục ở cửa Lệ Cảnh. Ngày 1 tháng 12, Uy Mục thấy đường cùng nên đã uống thuốc độc tự tử. Giản Tu công Lê Oanh vì căm hận việc Uy Mục sát hại gia quyến mình rất thảm khốc, nên sai người để xác Uy Mục vào miệng súng thần công, rồi bắn cho nổ tan xác.
Ngày 4 tháng 12 cùng năm ấy (tức ngày 23 tháng 1 năm 1510 âm lịch), Giản Tu công Lê Oanh tự lập làm Hoàng đế, tức Lê Tương Dực, lấy niên hiệu là Hồng Thuận (洪順). Ông lấy ngày sinh làm Thiên Bảo thánh tiết (天保聖節), tự xưng là Nhân Hải Động chủ (仁海洞主).

## Trị vì

### Hưng trị
Vừa khi lên ngôi, Tương Dực đã trọng thưởng các công thần. Ông ra chỉ ban thưởng như sau:
Nguyễn Văn Lang từ Nghĩa quận công (義郡公) lên làm Nghĩa quốc công (義國公); Lê Quảng Độ từ Thiệu quận công (紹郡公) lên làm Thiệu quốc công (紹國公); Lê Phụ (黎輔) từ Lượng quận công (諒郡公) lên làm Lượng quốc công (諒國公); Lê Bá Lân (黎伯璘) từ Uy quận công (威郡公) lên làm Uy quốc công (威國公); Trịnh Duy Đại (鄭維岱) từ Hộ bộ Thượng thư lên làm Văn quận công (文郡公); Trịnh Hựu (鄭侑) từ Thụy Dương hầu (瑞陽侯) lên làm Thọ quận công (壽郡公); Lê Mậu Chiêu (黎荗昭) từ Phò mã Đô úy lên làm Diên quận công (延郡公); Nguyễn Hoằng Dụ được ban làm An Hòa hầu (安和侯); Trịnh Duy Sản làm Mỹ Huệ hầu (美惠侯); Nguyễn Bá Tuấn (阮伯俊) từ Tổng binh chiêm sự Thanh Hóa thành Lễ bộ Thượng thư, tước Do Lễ bá (由禮伯); Lê Tung từ Thanh Hóa Thừa tuyên sứ thành Lại bộ Thượng thư, tước Đôn Thư bá (敦書伯); Nguyễn Thì Ung (阮時雍) từ Thanh Hóa Tham chính thành Ngự sử đài Đô ngự sử, tước Lương Văn bá (良文伯); Đàm Thận Huy (譚慎徽) được phong Hình bộ Thượng thư, Hàn lâm viện Thị độc, chưởng quản Hàn lâm viện; Lương Đắc Bằng (梁得朋) được làm Lại bộ tả Thị lang.
Ngay sau đó Tương Dực cho bàn đặt quan Đề lĩnh, có các chức Chưởng đề lĩnh, Đồng đề lĩnh và Phó đề lĩnh, trông nom việc quân ở bốn mặt thành, chức trách là tuần phòng ở Kinh sư, canh phòng các nơi, tìm bắt kẻ gian.
Trong những năm đầu cầm quyền, Tương Dực cũng có vài đóng góp thể hiện sự cố gắng vực dậy đất nước đã suy tàn, nhất là trong lĩnh vực khoa cử. Năm 1511, ông tổ chức kỳ thi Hội, đến kỳ thi Đình thì ông đích thân ra đề văn hỏi về đạo trị quốc. Đến năm 1514, các kỳ thi này tiếp tục được tổ chức, và vua đã thân hành ngự điện ra đầu bài văn sách hỏi về nhân tài. Tương Dực cũng cho trùng tu Quốc Tử Giám, dựng lại bia tiến sĩ tỏ rõ sự khuyến khích hiền tài. Đông các Đại học sĩ Đỗ Nhạc đã soạn bài ký ở Quốc Tử giám ca ngợi công đức của Tương Dực Đế: 
Hoàng đế thông minh xứng đáng bậc chí tôn, sáng suốt làm gương cả nước, khôi phục quy mô xây dựng cơ nghiệp của Thái Tổ Cao Hoàng, mở rộng nền móng văn giáo thịnh trị của Thánh Tông Thuần Hoàng. Sáng vầng sao Khuê, ngang trời dọc đất thì có tập Bảo thiên thanh hạ; mở gương trị giáo mẫu mực xưa nay thì có tập Quang thiên thanh hạ. Thánh học ngày càng cao minh, thánh đức ngày càng thuần túy. Hơn nữa, đến nhà Thái Học hỏi về đạo trị nước, ra nơi điện đình thi chọn bọn học trò, then máy cổ võ lại càng chu đáo lắm. Đã sai quan trùng tu Quốc tử giám và làm mới nhà bia, lại nghĩ tới hai khoa Ất Sửu, Mậu Thìn chưa có dựng bia, liền sai quan khắc bia soạn ký để dựng lên. Như vậy có thể thấy được cái ý tôn sùng đạo học, khuyến khích hiền tài sâu sắc dường nào!
Việc thuế má thời bấy giờ cũng như mấy triều trước, nhưng không biết rõ tiền tài sản vật đồng niên thu được những gì. Đến đời Tương Dực thấy sử chép rằng trước thì thuế vàng thuế bạc đồng niên thu được: Vàng mười, thứ tốt gọi là "kiêm kim" 480 lượng; Vàng mười 2.883 lượng; Bạc 4.930 lượng.
Nay, Tương Dực định lệ đổi lại mỗi năm thu được: Vàng mười thứ "kiêm kim" 449 lượng; Vàng mười 2.901 lượng; Bạc 6.125 lượng. Những vàng bạc đó nộp vào kho để cho hoàng gia tiêu dùng. Còn cách thu nộp thế nào cũng không rõ.
Năm 1510, Lê Tương Dực sai Binh bộ Thượng thư, Quốc tử giám Tư nghiệp kiêm Sử quan Đô tổng đài Vũ Quỳnh soạn bộ Đại Việt thông giám thông khảo, gọi tắt là Đại Việt thông giám hay Việt giám thông khảo. Đại Việt thông giám chép theo lối biên niên các triều đại, gồm 26 quyển, chia thành Ngoại kỷ, chép từ thời Hồng Bàng đến hết nhà Ngô, và Bản kỷ, từ thời Đinh Tiên Hoàng đến khi Lê Thái Tổ bình định thiên hạ. Nhà vua còn sai Thiếu bảo Lễ bộ Thượng thư kiêm Đông các Đại học sĩ, kiêm Quốc tử giám Tế tửu tri kinh diên sự Lê Tung soạn bài tổng luận về bộ sử ấy. Theo sĩ phu thời Nguyễn Phan Huy Chú, bộ sách này được Lê Nại đánh giá là quy mô và đúng với kinh, trúng với sử. Cũng trong thời Tương Dực, Vũ Quỳnh soạn sách Tứ triều bản kỷ (四朝本紀) chép biên niên bốn triều vua Lê Thánh Tông, Hiến Tông, Túc Tông và Uy Mục. Rất có thể đây là tài liệu quan trọng mà sau này nhóm Phạm Công Trứ dựa vào để hoàn tất biên soạn Đại Việt Sử ký Toàn thư.
Ngày 27 tháng 4 năm 1511, ông ban sách Trị bình bảo phạm cho cả nước, gồm 50 điều khuyên răn, nhắc nhở từ quan lại đến dân chúng phải biết giữ lòng trung lương với hoàng đế, làm những điều có ích cho xã hội, giữ lẽ công bằng, học tập siêng năng, có trách nhiệm với công việc, đồng thời nghiêm trị với những trường hợp vi phạm. Ông cũng chủ trương ban hành giáo hoá, thận trọng hình phạt để lấy được lòng dân, với mục đích đổi mới chính trị, yên ổn xã tắc, khắc phục những tệ nạn do thời Đoan Khánh gây ra. 

### Nội loạn Trần Tuân
Ngày 11 tháng 11 năm 1511, người làng Quang Bị, huyện Bất Bạt là Trần Tuân nổi loạn ở vùng Sơn Tây. Bấy giờ, nhân dân các phố xá ở kinh thành náo động, đều đem vợ con về quê quán, đường phố không còn một ai đi lại. Hoàng đế sai Hộ bộ hữu Thị lang Lê Đĩnh Chi, cùng các quan khoa, đài đi khám xét các phố xá hàng chợ, xem người nào còn nhà ở, người nào vợ con đã về quê quán, ra lệnh cấm rất nghiêm ngặt, xử tội rất nặng những người đã cho vợ con về quê quán, dân chúng khó bề nhấc chân động tay. Những người đã để vợ con về quê, thì phần nhiều đem người khác đến, nói dối là vợ con mình để đợi sai quan tới khám xét. Đến đây, lại sai xá nhân đến tận nhà các đại thần và văn thần xem thực hư ra sao, thì thấy vợ con của 5 người là bọn Lê Đĩnh Chi, Nguyễn Tông Thốc, Nguyễn Lý Quang và Hàn lâm Kiểm thảo Ngô Tuy, Giám sát Ngự sử Trần Húc đều về nguyên quán. Hoàng đế sai giết bọn Đĩnh Chi ở ngã ba phường Đông Hà, vì bọn Đĩnh Chi làm quan đi khám xét mà vợ con lại trốn về quê trước, cho nên xử tội.
Tương Dực sai Mỹ Huệ hầu Trịnh Duy Sản chỉ huy quan quân đi đánh Trần Tuân. Bấy giờ, quân của Tuân đã bức sát đến huyện Từ Liêm (Quốc Oai), quan quân bại trận, lui về đóng ở các xứ Đông Ngạc, Nhật Chiêu.
Thế quân của Tuân rất mạnh, muốn bức sát kinh thành. Nghĩa quốc công Nguyễn Văn Lang sai quân 6 vệ Điện tiền kéo thuyền Tiểu Thiên Quang xuống sông, định đưa hoàng đế ngự về Thanh Hóa, giữ nơi hiểm yếu rồi gọi hết bọn thợ của các sở ở Công bộ và thợ thường ban, bày kỵ binh ở xứ Đông Hà để giữ. Đến đêm, bọn họ hoảng sợ trốn về cả. Tương Dực sai Minh Luân bá Lê Niệm, Tổng Thái giám Lê Văn Huy và 2 người khoa văn học sinh đem lực sĩ của hai ty Hải Thanh và Hà Thanh chèo hai chiếc thuyền nhẹ ra xứ Từ Liêm để dò xét tình hình quân giặc.
Niệm đến chợ An Giang trước thấy phố xá bị thiêu trụi, quan quân đã bại trận rút về, vượt sông vào xã Quả Hối. Niệm lại chạy về, vào điện tâu trước mặt Tương Dực. Bấy giờ, Duy Sản bị giặc đánh bại, thủ hạ chỉ còn hơn 30 người, xé áo làm hiệu, thề cùng nhau đánh giặc. Giờ Dậu, Duy Sản thình lình xuất hiện, đột nhập vào dinh của Tuân, thấy Tuân mặc áo đỏ ngồi trên giường uống rượu, liền dùng giáo đâm chết Tuân, bè đảng của Tuân đều tan chạy cả. Bấy giờ quân lính của Tuân đóng ở chỗ khác, không biết là Tuân đã chết, vẫn cứ đóng quân như trước.
Ngày 20, Tương Dực làm lễ tấu cáo ở Thái Miếu, rồi sai Nguyễn Văn Lang đem tướng sĩ, voi ngựa của các doanh đi đánh. Bấy giờ, Duy Sản đã giết Trần Tuân, liền thừa thế bắn ba tiếng súng, các quân đánh trống hò reo tiến vào, đánh tan quân giặc, đuổi theo đến các xã Thuỵ Hương, Quả Động, Đông Ngạc, đâm chết rất nhiều tên địch. Sau này vua định công ban thưởng, ban phong Trịnh Duy Sản là Nguyên quận công (原郡公), những người đi theo Duy Sản đâm chết được nhiều giặc đều được trao chức đô chỉ huy đồng tri.

### Suy trị
Năm 1513, hoàng đế Đại Minh là Vũ Tông sai chánh sứ Trần Nhược Thủy và phó sứ Phan Huy Tăng (潘希曾) sang Đại Việt để sắc phong Tương Dực làm An Nam quốc vương (安南國王). Đến khi trông thấy ông, Huy Tăng nói với người đồng hành Nhược Thủy rằng: "Quốc vương An Nam mặt thì đẹp mà người lại lệch, tính háo dâm, là vua lợn, loạn vong sẽ không lâu đâu" (安南國王貌羙而身傾性好滛乃諸王也乱亡不久矣), nên từ đấy có lời dị gọi ông là Trư vương (豬王). Đến khi đoàn sứ giả về, Tương Dực tặng biếu rất hậu. Nhược Thủy và Hy Tăng không nhận. Ông có bài thơ họa lại tiễn sứ thần về nước.
Lời nói của sứ thần Đại Minh như báo hiệu cho nghiệp trị nước của Tương Dực sẽ sớm lụi tàn. Những năm về sau, ông chểnh mảng chính sự, chỉ lo xây cất nhà cửa, lâu đài, chơi bời xa xỉ trụy lạc. Tháng 5 năm 1514, nghe lời gièm pha của Hiệu úy Hữu Vĩnh, Tương Dực giết chết 15 vương công họ tông thất, cho gọi các cung nhân cũ của Lê Uy Mục vào cung để thông dâm. Cùng tháng đó, vua sai đắp thành bao sông Tô Lịch để làm điện Tường Quang.
Năm 1516, hoàng đế cho đắp thành rộng cả ngàn trượng chắn ngang sông Tô Lịch. Để thể hiện uy quyền đế vương, ông sai một người thợ là Vũ Như Tô xây điện 100 nóc, rồi lại xây Cửu Trùng đài. Quân dân làm trong mấy năm trời không xong, hao tổn tiền của, sức lực, khiến nhiều người chết. Từ khi bỏ bê việc nước, vua chỉ ngày ngày du ngoạn Hồ Tây, lại nghĩ ra nhiều trò tiêu khiển quái lạ. Thói trụy lạc của Tương Dực ngày càng lộ rõ khi ông từng ra lệnh làm thuyền chiến thật trang hoàng lộng lẫy để đi ngao du trên Hồ Tây, rồi còn bắt các cung nữ trần truồng, tay cầm cái chèo đánh nhịp làm đại nhạc để hoàng đế thưởng sắc.
Mô tả về sự sa đọa của Tương Dực, sách Đại Việt sử ký toàn thư đã chép: 
| “                         | Trước đây, vua thích làm nhiều công trình thổ mộc, đắp thành rộng lớn mấy ngàn trượng, bao quanh điện Tường Quang, quán Chân Vũ, chùa Thiên Hoa ở phường Kim Cổ, từ phía đông đến phía tây bắc, chắn ngang sông Tô Lịch, trên đắp hoàng thành, dưới làm cửa cống, dùng ngói vỡ và đất đá nện xuống, lấy đá phiến và gạch vuông xây lên, lấy sắt xuyên ngang. Lại sai làm thuyền chiến, sai thợ vẽ kiểu, sai bọn sử nữ trần truồng chèo thuyền chơi trên Hồ Tây, vua cùng chơi, lấy làm vui thích lắm. Dân chúng đau khổ, binh lính mệt nhọc. Quân năm phủ đắp thành chưa xong được, đến đây lại có lệnh bắt các nha môn ở trong ngoài kinh thành phải làm, tập hợp nhau lấy hồ, khiêng đất. Vua hàng ngày bất thần ngự chơi các nơi, chỗ nào vừa ý thì thưởng cho bài vàng, bài bạc. Có chỗ đã làm xong lại phải làm lại, sửa đổi xây đắp lại, hết năm này qua năm khác, liên miên không dứt. Quân lính đắp thành mắc chứng dịch lệ đến một phần mười. | ” |
| — Đại Việt sử ký toàn thư | |   |

### Các cuộc nổi loạn
Việc Lê Tương Dực bỏ mặc việc triều chính khiến nhà Lê càng lún sâu vào con đường suy vong; kinh tế, nông nghiệp của đất nước trở nên tiêu điều. Vào tháng 5 năm 1512, nhiều nơi ở Đại Việt liên tiếp xảy ra nạn đói nghiêm trọng do hạn hán và mất mùa. Do đó, những năm dưới thời Hồng Thuận thường xuyên xảy ra nhiều cuộc khởi nghĩa nông dân, khiến triều đình phải đánh dẹp vô cùng vất vả. 
Tháng giêng năm 1512, Nguyễn Nghiêm nổi loạn vùng Sơn Tây và Hưng Hóa nhưng nhanh chóng bị tướng Đỗ Nhạc đánh dẹp. 
Đến tháng 4 năm đó, Lê Hy, Trịnh Hưng, Lê Minh Triệt làm loạn ở vùng Nghệ An. Vua sai Khang quận công Trần Nghi và Đông các hiệu thư Trần Dực đi đánh. Vào đến địa phận Nghệ An, quân triều đình bị quân phản loạn phục kích cả hai mặt. Quan quân vượt xa biển, bị sóng gió đánh vỡ thuyền, toàn quân bị chết đuối. Nghi và Dực cũng chết chìm ngoài biển. Quân phản loạn tiến đến Lôi Dương. Tháng 5, vua sai Trịnh Duy Sản chỉ huy quan quân, và Đỗ Nhạc làm Tán lý quân vụ đến Thanh Hoa, Nghệ An đánh dẹp quân giặc, chém đầu Lê Minh Triệt đưa về Kinh sư bêu ở phường Đông Tân; bắt sống được Hy và Hưng đóng cũi giải về Kinh sư rồi giết.
Tháng 1 năm 1515, Thuỵ quận công Ngô Bính và Nguyên quận công Trịnh Duy Sản được cử làm Đô tướng, Ngự sử đài thiêm đô ngự sử Nguyễn Khiêm Bính được cử làm Tán lý quân vụ đi đánh cuộc khởi nghĩa Phùng Chương ở vùng núi Tam Đảo. Phùng Chương thua chạy.
Tháng 10 năm 1515, Đặng Hân và Lê Hất làm loạn ở vùng huyện Ngọc Sơn, Thanh Hoa. Ngày 27 tháng đó, vua sai tướng thống lãnh binh sĩ, lấy Đỗ Nhạc làm Tán lý quân vụ đi đàn áp cuộc nổi loạn.
Ngày 23 tháng giêng năm 1516, Trần Công Ninh nổi loạn ở xứ đò Hối, huyện Yên Lãng. Ngày 23, vua sai Đông các đại Đỗ Nhạc trấn giữ Kinh thành, vua đích thân đem các đại thần văn võ và đô đốc năm phủ đi theo. Quân ra cửa Bắc Thần, vua ngự ở hành tại bên sông Nhị Hà, ra lệnh cho các tướng qua sông tiến đánh, phá tan quân giặc, giết được rất nhiều tên địch.

## Bị hại
Tháng 4 năm Hồng Thuận thứ 8 (1516), nước Đại Việt xảy ra một cuộc nổi loạn lớn đánh dấu sự sụp đổ của triều đại Lê Tương Dực.
Ở huyện Thủy Đường (Hải Phòng), một người là Trần Cảo (hay còn gọi là Trần Cao), thấy sấm nói rằng ở phương đông có thiên tử khí, bèn tụ tập được nhiều người chiếm lấy đất Hải Dương, Thủy Đường, Đông Triều, rồi tự xưng là vua Đế Thích giáng sinh. Trần Cảo thành lập quân đội, người đi theo đến hàng vạn.
Trần Cảo đem quân về đóng ở đất Bồ Đề, bên kia sông Nhị Hà, định sang lấy kinh đô Đông Kinh. Tương Dực đích thân xuất chinh đi đánh giặc, ngự ở trên điện ra lệnh điều động các tướng. Sau đó quân triều đình sang đánh, buộc Trần Cảo phải lui về đóng ở Trâu Sơn, thuộc phủ Từ Sơn. Tương Dực sai An Hòa hầu là Nguyễn Hoằng Dụ sang đóng quân ở Bồ Đề để tiếp tục chống giữ.
Nguyên quận công là Trịnh Duy Sản, trước có công đi đánh dẹp Trần Tuân, do nhiều lần can gián trái ý Tương Dực, từng bị vua sai đem đánh bằng roi, nên sinh lòng thù hận. Duy Sản bất mãn, bèn mưu với Thái sư Lê Quảng Độ và Trình Trí Sâm để giết vua rồi lập người khác, sửa sang binh giới ở bến Thái Cực, nói dối là đi đánh giặc. Đêm ngày 6 tháng 4, hồi canh hai, Duy Sản đem hơn 3.000 người ở các vệ Kim ngô và Hộ vệ tiến vào cửa Bắc Thần. Tương Dực nghe tin ấy, ngờ là có giặc đến, bèn lên ngựa chạy ra ngoài cửa Bảo Khánh.
Ngày mồng 7, lờ mờ sáng, có Thừa chỉ Nguyễn Vũ theo hoàng đế đi tắt qua cửa nhà Thái Học. Đến hồ Chu Tước, phường Bích Câu, hoàng đế gặp Duy Sản, vẫn không hay biết gì, liền hỏi: "Giặc ở phương nào?". Duy Sản không trả lời, quay đi nhìn chỗ khác rồi cười ầm lên. Hoàng đế ngờ ngợ, quất ngựa chạy về phía tây. Duy Sản sai võ sĩ là tên Hạnh cầm giáo đuổi theo, đâm ông ngã ngựa rồi giết chết. Nguyễn Vũ cũng bị giết theo. Duy Sản sai người đem xác Tương Dực về quán Bắc Sứ, khâm liệm rồi đem thiêu. Khâm Đức Hoàng hậu cũng nhảy vào lửa tự thiêu. Quân sĩ đem hai quan tài về chôn ở huyện Ngự Thiên (nay là thị trấn Hưng Nhân xã Tân Lễ huyện Hưng Hà, tỉnh Thái Bình).
Lê Tương Dực ở ngôi được 7 năm, thọ 21 tuổi. Ban đầu Trịnh Duy Sản giáng hoàng đế xuống làm Linh Ẩn Vương (靈隱王). Sau này Lê Chiêu Tông lên ngôi, cải thụy hiệu cho ông là Tương Dực Đế (襄翼帝), mộ phần được cải thành Nguyên Lăng (元陵).

## Gia quyến
- Cha: Kiến vương Lê Tân, về sau truy tôn làm Đức Tông Kiến Hoàng đế (德宗建皇帝).
- Mẹ: Trịnh Thị Tuyên, cháu gái Dương Vũ công thần Ngọc quận công Trịnh Khắc Phục. Năm 1509, bà cùng các anh em Tương Dực bị Uy Mục giết chết. Tương Dực truy tôn bà làm Huy Từ Kiến Hoàng hậu (徽慈建皇后).

### Hậu cung
| STT | Danh hiệu                     | Tên                     | Sinh mất | Cha         | Ghi chú |
| --- | ----------------------------- | ----------------------- | -------- | ----------- | --- |
| 1   | Khâm Đức Hoàng hậu (欽德皇后) | Nguyễn Thị Đạo (阮氏禱) | ?-1516   | Nguyễn Công | Là người huyện Văn Giang, con gái viên quan lĩnh họ Nguyễn. Được sách lập làm Hoàng hậu. Sinh ra 3 hoàng nữ. Khi Tương Dực bị Trịnh Duy Sản giết chết, đem thiêu ở quán Bắc sứ, bà lao vào lửa ở điện Mục Thanh chết theo. Bà được mai táng cùng Tương Dực trong Nguyên Lăng. |

### Hậu duệ
Lê Tương Dực có 3 hoàng nữ do Khâm Đức Hoàng hậu Nguyễn Thị Đạo sinh ra:
| STT | Danh hiệu                     | Tên                    | Sinh mất | Mẹ                                               | Ghi chú                    |
| --- | ----------------------------- | ---------------------- | -------- | ------------------------------------------------ | -------------------------- |
| 1   | Bảo Phúc Công chúa (宝福公主) | Lê Thọ Túc (黎壽肅)    |          | Khâm Đức Hoàng hậu Nguyễn Thị Đạo (欽德皇后阮氏) |                            |
| 2   | Hoàng nhị nữ                  | Lê Thọ Nguyên (黎壽元) |          | Khâm Đức Hoàng hậu Nguyễn Thị Đạo (欽德皇后阮氏) | Chưa được phong tước hiệu. |
| 3   | Hoàng tam nữ                  | Lê Thọ Kính (黎壽敬)   |          | Khâm Đức Hoàng hậu Nguyễn Thị Đạo (欽德皇后阮氏) | Chưa được phong tước hiệu. |

## Nhận định
Đại Việt Sử ký Toàn thư có một số nhận định về Lê Tương Dực:
| “                         | Vua buổi đầu lên ngôi, ban hành giáo hóa, thận trọng hình phạt, cũng đáng coi là có công nghiệp. Song chơi bời vô độ, xây dựng liên miên, dân nghèo thất nghiệp, trộm cướp nổi lên, dẫn đến nguy vong là bởi ở đấy. | ” |
| — Đại Việt Sử ký Toàn thư | |   |

| “                         | Linh Ẩn gian dâm với vợ lẽ của cha, để tang cha mẹ ít ngày, mượn tên của anh để cướp nước của người khác, xa hoa dâm dục quá độ, hình phạt nặng, thuế khóa nhiều, giết hết các thân vương, can qua xảy ra khắp nơi, người thời ấy gọi là "vua lợn", điềm nguy vong đã được thấy đó! | ” |
| — Đại Việt Sử ký Toàn thư | |   |

Mặc dù được xem là một hôn quân khét tiếng thời Lê sơ bên cạnh Lê Uy Mục, Lê Tương Dực cũng được xem là một nhà cai trị quyết đoán và có năng lực. Những việc làm có ích, đáng khen ngợi của Tương Dực, nhất là giai đoạn đầu làm vua có thể kể đến như đề cao sự hiếu nghĩa, luôn chủ động trong đối ngoại với nhà Minh và với các quốc gia ở phương Nam và phía Tây là Champa và Ai Lao. Vua đặc biệt rất cứng rắn trong việc giữ gìn nội trị, sai quân đánh dẹp, thậm chí có lần còn thân chinh chỉ huy việc bình định phản loạn, khôi phục lại ổn định địa phương. Vai trò duy trì an ninh quốc gia của Tương Dực càng được thể hiện rõ sau khi ông bị hại, khi nhiều cuộc khởi nghĩa nông dân liên tiếp nổ ra, và các tướng lĩnh triều đình cũng quay sang đánh giết lẫn nhau, khiến nhà Lê sơ trải qua cuộc khủng hoảng chính trị kéo dài cho đến khi sụp đổ năm 1527. Ngoài ra ông cũng giải quyết ruộng đất cho nông dân; phân định rõ ràng các loại thuế và để khuyến khích việc nông tang, có lần vua còn tự mình cày ruộng tịch điền. 
Về xây dựng kiến trúc, sử sách chê rằng Lê Tương Dực làm quá nhiều việc thảo mộc, nhưng không thể phủ nhận những công trình ấy đều có quy mô hoành tráng và vĩ đại, thể hiện tài năng của người thợ nước Việt. Tuy nhiên, ông lại sớm thỏa mãn với những thành tựu đã đạt được để rồi sớm sa vào lối sống hưởng lạc, phóng túng, không chủ trương "khoan thư sức dân" mà lại thích xây dựng nhiều công trình to lớn làm tổn hao ngân khố, bóc lột sức dân đến tận xương tủy dẫn đến cơ nghiệp sụp đổ. Ngoài ra do bị coi là người háo sắc, dâm dật nên cuối cùng Lê Tương Dực còn phải mang biệt danh đầy tai tiếng là "vua lợn".
Lê Tương Dực được xem là vị hoàng đế có thực quyền cuối cùng của nhà Hậu Lê, vì Lê Chiêu Tông, Lê Cung Hoàng cũng như các vị hoàng đế thời Lê Trung Hưng sau này chỉ còn là những con rối trong tay của các quyền thần, bao gồm cả chúa Trịnh. Vì thế, cái chết của ông đã đánh dấu sự suy yếu của chế độ phong kiến tập quyền trong lịch sử Việt Nam.